# Francisco Peixoto de Lacerda Werneck (trineto)

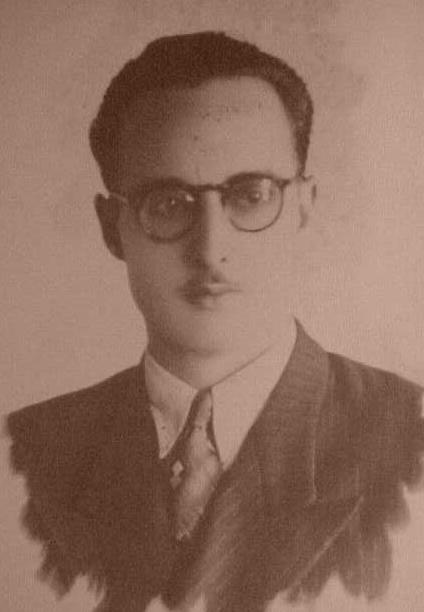
Francisco Peixoto de Lacerda Werneck

Francisco Peixoto de Lacerda Werneck (Guarapuava, 25 de novembro de 1914 — São Paulo, 23 de setembro de 1977) foi um agrônomo, professor, fazendeiro e político brasileiro.

## Biografia
Filho de Frederico Virmond de Lacerda Werneck e Ana Joaquina de Camargo Virmond. Era o descendente representante pela primogenitura e varonia do seu homônimo o Barão do Pati do Alferes, e como este, foi um interessado e dedicado fazendeiro.
Em Curitiba cursou o Ginásio Paranaense e diplomou-se como agrônomo pela Escola Superior Luís de Queirós, de Piracicaba. Ingressou depois de concurso no serviço público, como agrônomo do Ministério da Agricultura. Foi Professor Catedrático de zootécnica da Escola Superior de Agricultura do Paraná.
Membro do Partido Republicano, foi eleito Deputado Estadual e depois em 1950, Deputado Federal, tomando posse em fevereiro de 1951. A convite do governador Bento Munhoz da Rocha foi nomeado Secretário de Agricultura do Paraná (1951 - 1955). Não se recandidatou ao fim do mandato legislativo e retornou a vida privada.
Em Guarapuava tem seu nome na Escola Municipal Francisco Peixoto de Lacerda Werneck e no Parque de Exposições Lacerda Werneck.
Casou com Jandira Garcia e tiveram filhos.
Escreveu a monografia premiada em concurso de 1945 do Ministério de Agricultura, Criação de Muares, e que foi editado em 1948.